# СМП-86
СМП — сваебойно-монтажный паром. Предназначен для строительства свайных оснований промежуточных опор разборных мостов.

## Техническое описание
В комплект входят 3 плавучих звена: кормовое, среднее и носовое. Каждое звено состоит из двух объединённых между собой понтонов. Понтоны кормового и среднего звена объединяются металлической балочной клеткой, покрытых листовым настилом, на которой располагаются сваебойные средства и автокран. Установки для погружения свай (УЗС, УСБ) въезжают на паром с причала или же, при его отсутствии, с аппарелей.
На место работ паром выводится с помощью катеров, после чего закрепляется на якорях.

### Технические характеристики
| Показатель                                            | Значение   |
| ----------------------------------------------------- | ---------- |
| грузоподъёмность при работе с установками             | 32 т       |
| грузоподъёмность при перевозках                       | 60 т       |
| расчет                                                | 12 чел     |
| время сборки                                          | 20-30 мин  |
| осадка без груза                                      | 0,25 м     |
| осадка с грузом                                       | 0,5-0,6 м  |
| скорость перемещения с грузом двумя катерами БМК-130М | до 10 км/ч |